# Жадеит
Жадеи́т (фр. jadéite, от jade — нефрит) — минерал зелёного цвета из группы щелочных моноклинных пироксенов спутанно-волокнистой структуры, силикат натрия и алюминия. Своё название получил от жада. Внешне жадеит очень похож на нефрит (в торговой номенклатуре нередко оба этих минерала идут под общим названием «жад»), однако встречается реже нефрита и ценится выше (в особенности это касается так называемого «империала» — изумрудно-зелёной полупрозрачной или прозрачной разновидности жадеита, однородной по окраске и структуре). Кроме того, жадеит является самым прочным минералом по ударной вязкости на Земле, превосходя нефрит, везувиан и жемчуг.

## Свойства
Цвет может быть белым, зелёным (от желтовато-зелёного до изумрудного), изредка чёрным, розовым, бурым, жёлтым, синим или фиолетовым. Окраска очень стойкая, однако продолжительное выветривание может привести к появлению жёлтых или ярко-красных цветов вследствие перехода двухвалентного железа в трёхвалентное. Дисперсия, плеохроизм и люминесценция отсутствуют. Двупреломление +0,013 (часто отсутствует). Линии спектра поглощения у зелёного: 691,5; 655; 630,4 (495); 450; 437,5; 433 нм. Формы выделения — плотные и войлокоподобные агрегаты. Очень вязок и прочен. Характерна метельчатая или зубчатая тонкозернистая гранобластовая структура. Зернистое строение видно невооружённым взглядом, что позволяет отличить жадеит от нефрита.
Жадеит формируется в метаморфических горных породах под высоким давлением и при относительно низкой температуре. Встречается вместе с другими пироксенами: авгитом, диопсидом. В свежем изломе блеск тусклый, на полированной поверхности — жирный, иногда с перламутровым отливом.
Тёмно-зелёная с чёрными пятнами разновидность жадеита называется хлоромеланитом, густо-зелёный с чёрными пятнами агрегат альбита и жадеита из Мьянмы называется альбитовым жадеитом или жад-альбитом. Горная порода, состоящая преимущественно из жадеита, называется «жадеитит».

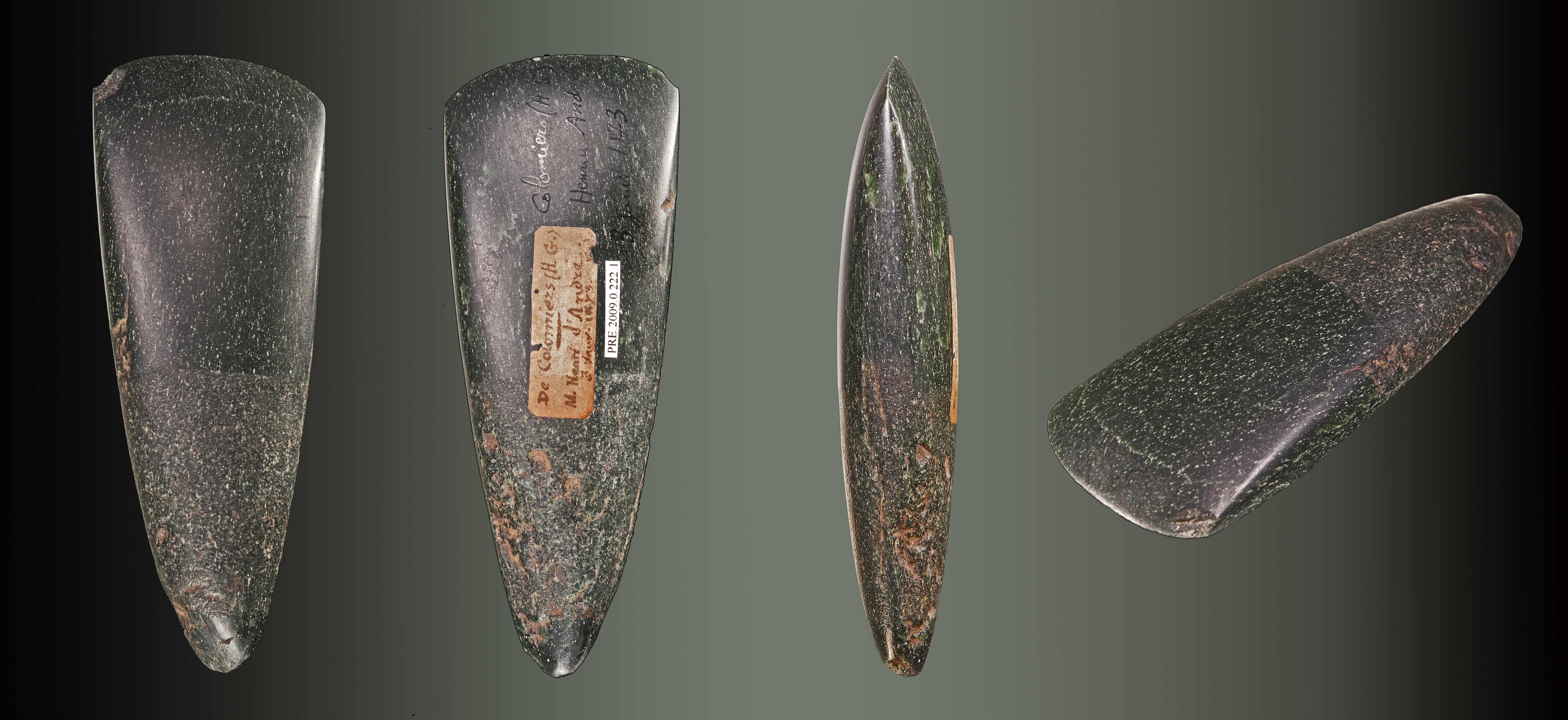
Неолитические топоры из жадеита

## Месторождения
Значительные месторождения жадеита: Верхняя Мьянма (протяжённые зоны в серпентинитах в горнодобывающем регионе Таумау), Китай (Синьцзян, Тибет, Юньнань), Япония, Гватемала, Мексика, США (Калифорния), Казахстан.
В России крупное месторождение — Борусское, расположено в междуречье Енисея и его левого притока Кантегира (Западный Саян, Хакасия). Также имеются месторождения на Полярном Урале (Лево-Кечпельское, Пусьерка).
В 2016 году на руднике в Мьянме обнаружен рекордный монолит жадеита (жада) массой 175 тонн. По оценкам, стоимость находки составляет примерно 170 млн долл. США.

## Применение

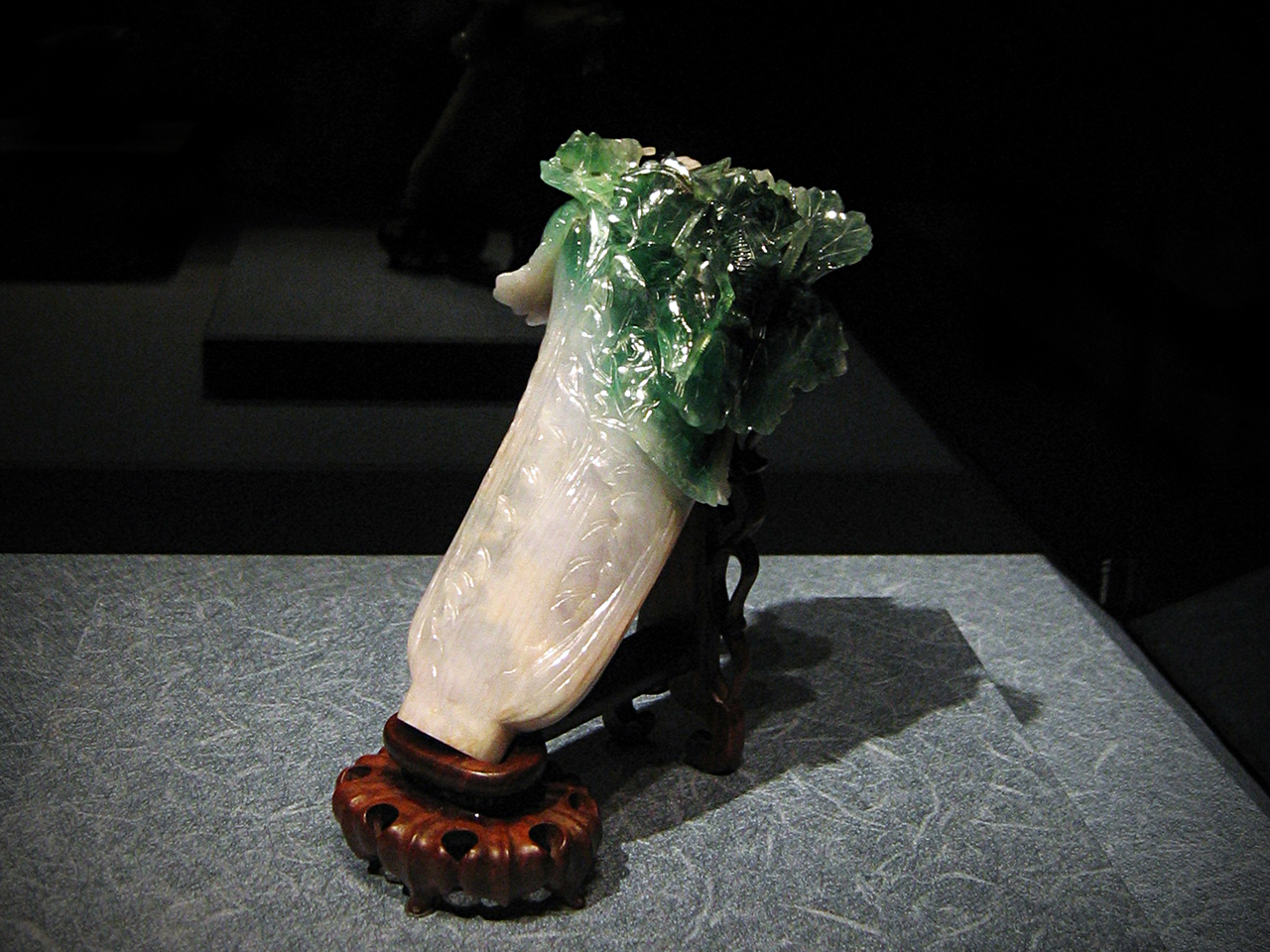
Жадеитовая капуста

Применяется в качестве поделочного камня. Наиболее ценится ювелирный жадеит сорта империал — полупрозрачный (примерный критерий прозрачности: кубик с гранью в 1 сантиметр должен просвечивать), однородный, окрашенный примесью хрома в изумрудно-зелёный цвет. В 1980 г. на проходившей в Рангуне (Бирма) выставке-продаже драгоценных камней демонстрировался самый большой в мире обработанный драгоценный императорский жадеит изумрудного цвета, полупрозрачный, массой 750 кар. Стоимость камня — около 2 млн долларов США. В течение долгого времени из жадеита разного качества (коммершиал, утилити, империал) изготавливали ювелирные изделия — кулоны, броши, кольца, а также шкатулки, письменные приборы, вазы и кубки.
Жадеит большой блочности (но, как правило, более низкого качества) иногда используют в каменках бань и саун (так называемый банный жадеит). Иногда этот минерал используется также и в качестве каменного наполнителя банных печей для нагрева воздуха и более эффективного парообразования, поскольку жадеиты химически инертны и не вступают в реакцию с водой даже при высоких температурах. Среди всего разнообразия каменных материалов именно жадеит обладает наиболее продуктивными характеристиками для банного применения. Это камень высокой плотности (и теплоёмкости), выдерживает нагревание до тысячи градусов, а также не деформируется и не разрушается при перепадах температур, в частности при резком охлаждении.
В Мексике и Центральной Америке жадеит выполнял функцию культового (священного) камня. У ацтеков он был тесно связан с ритуалом поклонения богу Солнца, во времена последних царств жадеит ценили дороже золота. Из этого камня вырезали культовые амулеты и фигуры богов. До сих пор многие древние храмы в Мексике украшены резными фигурками из жадеита.